# القصبة (الجوف)
القصبة هي إحدى قرى الجمهورية اليمنية. وهي تتبع جغرافيًا لمحافظة الجوف. وإداريًا لمديرية المتون. يبلغ تعداد سكانها 2338 نسمة حسب الإحصاء الذي جرى عام 2004.